# Zoerab Sakandelidze
Zoerab Aleksandrovitsj Sakandelidze (Georgisch: ზურაბ საკანდელიძე; Russisch: Зураб Александрович Саканделидзе) (Koetaisi, 9 augustus 1945 - Tbilisi, 25 januari 2004) is een voormalig basketbalspeler, die speelde voor de Sovjet-Unie op de Olympische Spelen.

## Carrière
Sakandelidze speelde zijn gehele loopbaan bij Dinamo Tbilisi. Met Dinamo won hij in 1968 het landskampioenschap van de Sovjet-Unie. Ook won hij de USSR Cup in 1969. In 1969 verloor hij de finale om de European Cup Winners' Cup van Slavia VŠ Praag uit Tsjecho-Slowakije met 74-80. In 1975 stopte hij met basketbal. In 1979 werd hij hoofdcoach van Dinamo Tbilisi. Hij bleef dat tot 1983.
In 1972 won Sakandelidze met het Nationale team van de Sovjet-Unie, goud op de Olympische Spelen en ook nog brons in 1968. Sakandelidze won één keer goud op het wereldkampioenschap in 1967 en brons in 1970. Hij won vier keer het Europees kampioenschap in 1965, 1967, 1969 en 1971. Ook won hij nog brons in 1973.

## Privé
Zijn beste vriend en teamgenoot, Micheil Korkia, overleed 13 dagen later.

## Erelijst
- Landskampioen Sovjet-Unie: 1
  - Winnaar: 1968
  - Tweede: 1969
  - Derde: 1977
- Bekerwinnaar Sovjet-Unie: 1
  - Winnaar: 1969
  - Runner-up: 1973
- European Cup Winners' Cup:
  - Runner-up: 1969
- Olympische Spelen: 1
  - Goud: 1972
  - Brons: 1968
- Wereldkampioenschap: 1
  - Goud: 1967
  - Brons: 1970
- Europees kampioenschap: 4
  - Goud: 1965, 1967, 1969, 1971
  - Brons: 1973